# Candidatura de Madrid a los Juegos Olímpicos de 2016
La candidatura olímpica de Madrid 2016 fue el intento por parte de la ciudad de Madrid (España) para ser elegida por el Comité Olímpico Internacional (COI) como ciudad anfitriona de los Juegos Olímpicos de 2016. Madrid es una de las grandes ciudades europeas que nunca han albergado unos Juegos, y esta candidatura se convirtió en la tercera vez que Madrid se postulaba como candidata a organizar una olimpiada. El alcalde de Madrid, Alberto Ruiz-Gallardón, situó los Juegos Olímpicos para la capital española en el primer lugar en importancia durante sus dos legislaturas desde 2003. Madrid 2016 contaba con un alto apoyo en Madrid y España y con la segunda mejor valoración técnica del COI, sólo aventajada por Tokio, pero, a pesar de ello, no figuraba entre las favoritas por celebrarse en Londres los Juegos Olímpicos de 2012, dada la rotación de continentes entre cada olimpiada que se lleva cumpliendo desde 1956. Finalmente fue derrotada por la candidatura de Río de Janeiro en la ronda final de votaciones por 66-32, quedando por delante de las otras dos ciudades contendientes, Tokio y Chicago.
Las fechas propuestas para la celebración de los Juegos Olímpicos y Paralímpicos de Madrid 2016 fueron: desde el viernes 5 de agosto al domingo 21 de agosto para los Juegos Olímpicos y desde el viernes 9 de septiembre al martes 20 de septiembre para los Juegos Paralímpicos.

## Villa Olímpica y demás zonas
Los Juegos en Madrid se habrían llevado a cabo en un complejo bastante compacto, con dos zonas claramente definidas: la Zona Núcleo, el “Corazón de los Juegos”, en torno al Estadio de la Peineta, que será remodelado; y la Zona Río, los “Pulmones de los Juegos”, en la ribera del río Manzanares. En la Zona Núcleo se habrían encontrado trece sedes de competición (también en IFEMA), la Villa Olímpica y el Centro Internacional de Radio y Televisión/Centro Principal de Prensa (CIRTV/CPP). Dentro de la ciudad y en sus cercanías se habrían ubicado también otras instalaciones y habría habido seis subsedes repartidas por la geografía española en la que se habrían disputado la competición de vela y partidos de fútbol. Esas subsedes habrían sido Valencia, Mérida, Córdoba, Barcelona, Palma de Mallorca y Málaga. En el área metropolitana de Madrid habría habido instalaciones en Coslada, Getafe y Paracuellos de Jarama, e instalaciones secundarias (posible entrenamiento de deportistas) disponibles en otros municipios.
La Villa Olímpica prevista tenía una extensión de 46 ha y 16 ha más con los terrenos de los parques y el lago. A tan sólo medio kilómetro de las instalaciones, en ella se habrían podido alojar casi 18 000 atletas. Tras los Juegos Olímpicos, se habrían utilizado las viviendas en un 15% para atletas, y el tanto por ciento restante para viviendas sociales en alquiler. Otras zonas habrían sido dos hoteles, una residencia para mayores y espacio para el tejido empresarial. La Caja Mágica, estrenada en 2009, era una de las estrellas arquitectónicas, con su techo móvil y su alta capacidad. El Palacio de los Deportes de la Comunidad de Madrid, muy versátil y utilizado tras su remodelación después del incendio de 2001, hubiera albergado competiciones de judo y taekwondo, pudiéndose usar finalmente para otros deportes. El Centro Acuático, comenzado en 2004, estará cubierto por 1088 módulos fotovoltaicos y sigue las directrices de la arquitectura bioclimática. El Estadio de la Peineta se hubiera convertido en el Estadio Olímpico de Madrid, una vez remodelado por sus arquitectos originales, algo que se sucederá pues será la nueva sede del club de fútbol Atlético de Madrid, hecho que se producirá al margen de los Juegos. Presentará una cubierta sujeta por cables.

## Bases y cifras

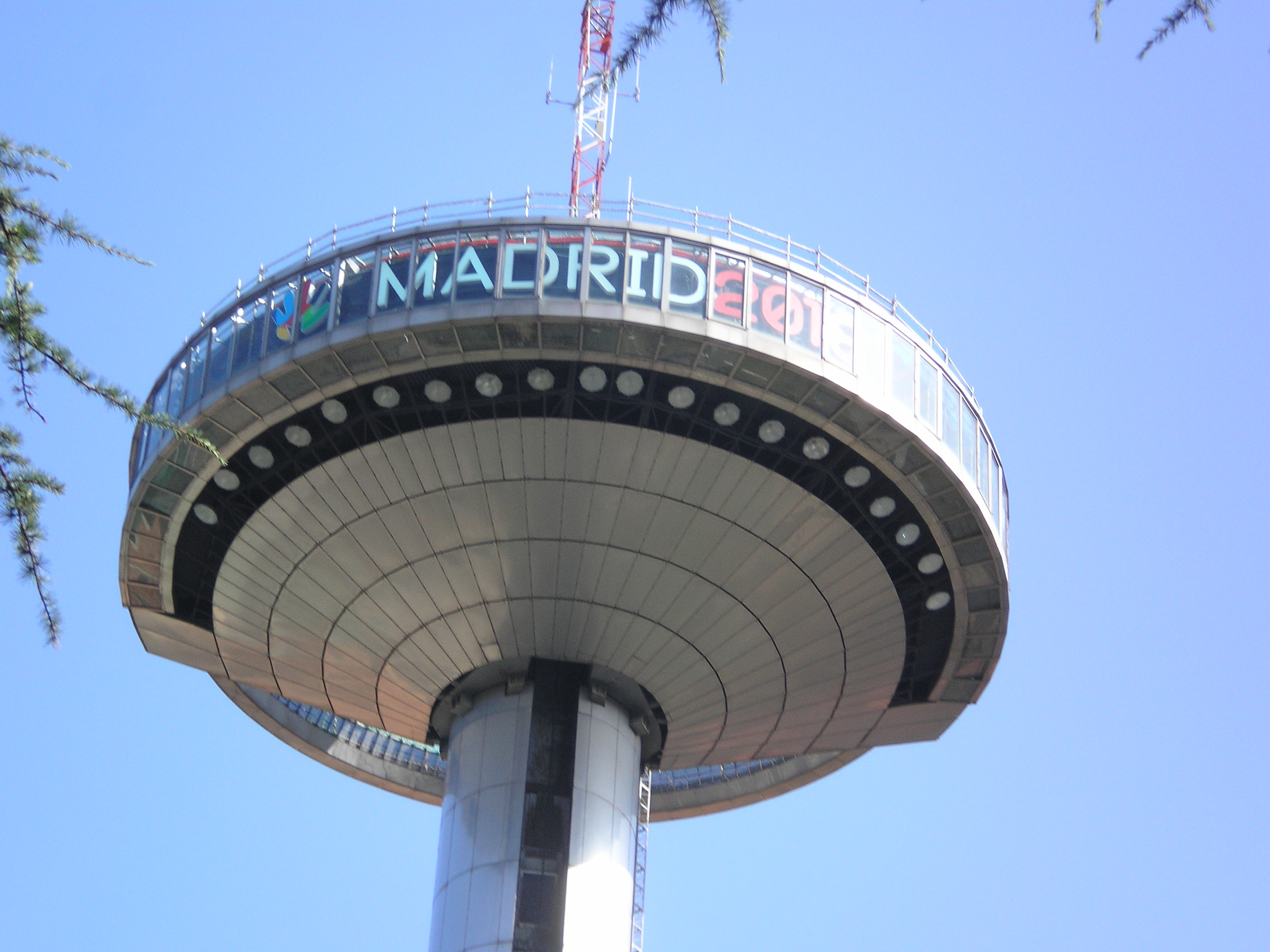
Madrid 2016 en el Faro de Moncloa.

La candidatura presentaba, como sus rivales, puntos fuertes y puntos por mejorar; y algunos planteamientos en los que se basaba como posible ciudad olímpica. En el caso de Madrid, algunas de las ideas principales y puntos fuertes eran la compacidad y cercanía de todas las instalaciones olímpicas, el uso del transporte público y la sostenibilidad del proyecto, el gran número (77% en 2009) de instalaciones ya existentes o en construcción y el apoyo unánime de grupos políticos y administraciones y el elevado apoyo popular. De Madrid 2016 se quería que fuesen «Los Juegos de las personas», y que fuesen un factor de cohesión social y cultural y una «humanización» del deporte.
Uno de los pilares de la candidatura era la compacidad del conjunto de instalaciones olímpicas. Otra, que guarda relación con la anterior, era la utilización del transporte público en lugar del privado para el desplazamiento de espectadores y deportistas a las instalaciones. La idea se basaba en la extensa red de metro y cercanías, en los servicios de autobuses (se crearía una flota especial con combustibles ecológicos) y también en el Anillo Verde Ciclista. El movimiento de personas de un complejo a otro o desde cada hotel no duraría, en la mayor parte de los casos, más de veinte minutos. En cuanto a los hoteles, problema para Madrid 2012, esta vez se dividieron en dos sectores: uno de 10 km de radio, que englobaba Madrid y su área metropolitana y otro más extenso de 50 km que llegaba hasta la ciudad de Guadalajara.
Otra de las ideas básicas de la candidatura era el impacto medioambiental y la sostenibilidad. Junto con los planes sobre transporte público, la Villa Olímpica se convertiría en legado urbanístico sostenible, se reduciría al mínimo la producción de residuos, se maximizaría su reutilización, se usarían energías renovables y se utilizarían aguas regeneradas para riego y limpieza. Asimismo, está prevista la creación de más zonas verdes por la capital, como 50 ha de parques, un Corredor Verde de 2200 ha y un Cinturón Verde.

### Cifras
Se preveía que: 
- Los estadios costaran 824 millones de euros.
- La Villa Olímpica costara 831 millones de euros.
- Los ingresos por entradas fueran de 345 millones de euros.

Antes de la elección del 2 de octubre, eran hechos que:
- Había más de 45 000 voluntarios registrados.
- Un 77% de las instalaciones estaban ya construidas o en proceso de construcción.
- Un 86% de españoles apoyaba la candidatura, con un porcentaje más elevado aún en Madrid.[8]

La inversión final en la candidatura fue de 37,8 millones de euros (de ellos, 16,8 municipales).

## Desarrollo de la candidatura[n. 1]

### Inicios
Aunque la favorita para 2012 era París, la victoria final de Londres supuso un duro golpe para los organizadores madrileños. Sin embargo, Alberto Ruiz-Gallardón decidió seguir adelante con una nueva aventura olímpica, un año después de la reunión del COI en Singapur. Después de concertar una entrevista en Lausana con Jacques Rogge, presidente del COI, y preguntarle sobre la alternancia de continentes, éste le dijo que no era un problema para ser candidato, por lo que inició la nueva candidatura. El 6 de julio de 2006 el Pleno del Ayuntamiento de Madrid aprobó por unanimidad presentar la candidatura de la ciudad para organizar los Juegos Olímpicos de 2016, un año después de que la candidatura de Madrid 2012 fuera derrotada en la 117ª Sesión del Comité Olímpico Internacional en Singapur, en la que se eligió a Londres como sede de los XXX Juegos Olímpicos de Verano. Desde el Pleno, Gallardón viajó por todo el mundo concertando entrevistas y conociendo más a los miembros del COI en todas las oportunidades en las que el COI permitía hablar con los miembros del comité, con el objetivo de conseguir las olimpiadas.
Después de elegir el logo oficial de la candidatura mediante consulta popular de entre más de 2700 opciones, y tras la aprobación de la misma por un grupo de expertos, el emblema elegido fue el de una mano con una M de Madrid tallada en la palma y rellena con los colores olímpicos en una combinación con curvas entrelazadas. Su nombre es «Corle» y fue diseñado por el argentino Joaquín Malle.
El 30 de mayo de 2007 el COE aprobó por unanimidad la nueva candidatura y el jueves 13 de septiembre el COI aceptó oficialmente la candidatura de Madrid 2016. Ese mismo viernes 14 anunció el nombre de las siete aspirantes.
El 4 de abril de 2008 Alberto Ruiz-Gallardón y la consejera delegada de Madrid 2016, Mercedes Coghen, presentaron en Madrid los primeros patrocinadores de la candidatura, en un acto presentado por la exgimnasta Estela Giménez y el atleta Juan Carlos Higuero. Las gestiones para construir una sólida candidatura con la participación de la sociedad civil y las empresas había supuesto la creación del programa Patrocinio 2016 que incluía la Cátedra Madrid Global de Estrategia Urbana Internacional dirigida por el profesor del IE Gildo Seisdedos Domínguez, y que reforzaba el posicionamiento de Madrid y de las empresas que a ella se vincularan como expertas en gestión eficiente y sostenible de ciudades.  Pronto se sumaron a la candidatura las grandes empresas españolas de servicios e infraestructuras agrupadas en el Club Madrid 16 espíritu ganador. 

#### Atenas
El 4 de junio de 2008, en el anuncio de las cuatro candidatas oficiales en Atenas, Madrid obtuvo una valoración del COI de 8,1 puntos sobre 10, por detrás de Tokio (8,3) y por delante de Chicago (7,0) y Río de Janeiro (6,4). Doha, Praga y Bakú no superaron este corte.
Madrid obtuvo la puntuación más alta en varias categorías: «Apoyo gubernamental, cuestiones jurídicas y opinión pública»; «Sedes deportivas»; «Transporte»; «Experiencia de otros eventos deportivos»; «Infraestructura general»; «Condiciones medioambientales e impacto»; y «Proyecto general y legado». En las tres últimas compartió podio con Tokio, que fue líder en seis categorías. Ni Chicago ni Río lograron ninguna puntuación máxima.
| Criterios | BAK | CHI | DOH | MAD | PRA | RIO | TOK |
| --------- | --- | --- | --- | --- | --- | --- | --- |

|                                                             | Min | Máx | Min | Máx | Min | Máx | Min | Máx | Min | Máx | Min | Máx | Min | Máx  |
| ----------------------------------------------------------- | --- | --- | --- | --- | --- | --- | --- | --- | --- | --- | --- | --- | --- | ---- |
| Apoyo gubernamental, cuestiones jurídicas y opinión pública | 5,7 | 7,4 | 6,2 | 7,9 | 7,0 | 8,7 | 7,5 | 9,0 | 4,3 | 6,7 | 7,3 | 8,8 | 7,0 | 8,5  |
| Infraestructura general                                     | 3,8 | 5,6 | 5,5 | 7,4 | 5,5 | 7,5 | 7,9 | 8,9 | 4,2 | 6,0 | 5,3 | 7,2 | 7,6 | 8,9  |
| Sedes deportivas                                            | 3,2 | 5,6 | 5,8 | 7,2 | 6,8 | 8,2 | 7,9 | 8,8 | 5,0 | 6,3 | 5,8 | 7,4 | 6,9 | 8,7  |
| Villa(s) Olímpica(s)                                        | 6,8 | 8,1 | 7,0 | 8,6 | 6,9 | 8,6 | 7,4 | 8,7 | 4,9 | 7,2 | 6,0 | 7,7 | 7,5 | 8,9  |
| Condiciones medioambientales e impacto                      | 4,2 | 6,0 | 6,0 | 8,0 | 6,4 | 8,2 | 7,4 | 8,8 | 5,4 | 7,4 | 5,6 | 7,6 | 7,6 | 8,8  |
| Alojamiento                                                 | 2,6 | 4,8 | 9,4 | 9,8 | 5,5 | 7,7 | 7,8 | 8,8 | 5,1 | 5,8 | 5,5 | 6,4 | 9,6 | 10,0 |
| Transporte                                                  | 6,0 | 8,5 | 5,3 | 7,8 | 6,5 | 8,3 | 8,0 | 9,0 | 4,8 | 7,0 | 5,5 | 7,5 | 7,5 | 8,5  |
| Seguridad y protección                                      | 4,4 | 5,8 | 7,1 | 8,2 | 5,5 | 7,1 | 7,1 | 7,9 | 4,4 | 6,1 | 4,6 | 7,0 | 7,9 | 9,0  |
| Experiencia de otros eventos deportivos                     | 3,8 | 6,4 | 5,4 | 8,0 | 6,0 | 7,6 | 7,2 | 8,2 | 4,4 | 6,4 | 6,6 | 7,9 | 6,0 | 8,0  |
| Financiación                                                | 4,8 | 6,4 | 6,5 | 8,0 | 6,7 | 8,6 | 6,5 | 8,5 | 4,8 | 6,7 | 6,0 | 7,7 | 7,0 | 8,5  |
| Proyecto general y legado                                   | 3,0 | 5,0 | 5,0 | 8,0 | 5,0 | 7,0 | 8,0 | 9,0 | 4,0 | 5,0 | 5,5 | 8,0 | 7,0 | 9,0  |

Leyenda
| Puntuación posible más alta (10,0). | Puntuación posible más baja (0,0). |
| Puntuación individual más alta.     | Puntuación individual más baja.    |
| Puntuación más alta.                | Puntuación más baja.               |

### Visita del COI
Madrid fue visitada desde el lunes 4 de mayo de 2009 hasta el viernes 8 de mayo por un comité de trece miembros del COI liderado por Nawal El Moutawakel que examinó la ciudad y su propuesta olímpica después de haber pasado ya por las otras ciudades candidatas: Tokio, Chicago y Río de Janeiro. El lema utilizado desde esas fechas fue «Tengo una corazonada», que ocupó las calles junto con el logo y estuvo escrito en inglés («I feel it in my bones») y en francés («J'ai un coup du cœur»).

#### Berlín 2009
Como uno de los últimos actos oficiales antes del informe oficial del COI del 2 de septiembre de 2009, una comitiva de la candidatura —liderada por su director, Antonio Aremany, y por Alberto Ruiz-Gallardón (alcalde) y Mercedes Coghen (consejera delegada)—, viajó a Berlín durante el primer fin de semana del Campeonato Mundial de Atletismo de 2009 para promocionar Madrid 2016. El objetivo era «aprender de las propias experiencias de los atletas y presentar el proyecto de Madrid 2016 como el de los mejores Juegos Olímpicos y Paralímpicos posibles para todos los atletas» y «hablar con todos los deportistas y miembros de la familia olímpica de todo el mundo para conocer sus opiniones acerca de lo que quieren de unos Juegos Olímpicos», según Coghen. En la zona de exhibición junto al Olympiastadion berlinés se situó la caseta de 50 m² en la que los visitantes podían conocer los detalles de la candidatura madrileña. Además, Gallardón se reunió con el alcalde de la capital alemana, Klaus Wowereit.

### Informe de septiembre
El 2 de septiembre de 2009, un mes antes de la elección final de Copenhague, la Comisión de Evaluación del COI publicó sus informes sobre las cuatro candidaturas. El alcalde Gallardón compareció ante los medios y analizó las críticas, tanto buenas como malas, del informe de Madrid 2016, pero no se pronunció frente a las demás ciudades candidatas. Los aspectos más positivos del informe para Madrid 2016 fueron la valoración de los transportes, el alto apoyo popular e institucional y la compacidad del complejo olímpico (con un porcentaje de instalaciones terminadas o en construcción muy elevado), además de la capacidad hotelera y la seguridad, los cuales supusieron, ambos, escollos para Madrid 2012. Asimismo, se destacó el alto apoyo ciudadano —más alto que en las otras ciudades—, asunto que recalcó el alcalde madrileño. Por otro lado, el COI encontró diversos problemas de cara a las leyes españolas referentes al dopaje, por «no estar claro que la legislación española antidopaje estuviera en consonancia con el código de la Agencia Mundial Antidopaje [durante la visita de mayo]» y también en lo relativo a la organización de la administración, afirmando que «la documentación y la estructura administrativa propuestas para los Juegos no demostró un pleno entendimiento de la necesidad de delinear claramente los papeles y responsabilidades —incluyendo las financieras— de las diferentes partes, para asegurar una conversión a tiempo y eficiente en Comité Organizador y el manejo de las operaciones necesarias para hacer realidad los planes para los Juegos». También se puso en contra la «calidad variable» de las presentaciones de mayo, ya que las de sus rivales fueron catalogadas como de «alta» o «muy alta» calidad.
Durante la rueda de prensa también se encontraban presentes Jaime Lissavetzky y Mercedes Coghen. El primero, miembro de la AMA, intentó aclarar el asunto del dopaje y la segunda se refirió a que el COI consideró que la presentación de mayo debería haber sido de mejor calidad. En conclusión, Gallardón declaró «Hemos salido fortalecidos» debido a que Madrid recibió menos críticas que sus rivales y a que pudieron solucionarse antes de octubre; pese a que Coghen también dijera que fue un «momento agridulce». En cuanto a las demás ciudades, tanto Río de Janeiro como Tokio fueron las más satisfechas con sus respectivos informes.
Juan Antonio Samaranch, presidente de honor del COI, aseguró que «si se lee con atención el informe se ve que Madrid no sale perjudicada», que «las cuatro ciudades siguen con las posibilidades intactas» y que «España cumple todos los requisitos de la AMA». El 8 de septiembre, Alejandro Blanco, presidente del Comité Olímpico Español (COE), también se declaró optimista respecto a las posibilidades de Madrid frente a sus rivales.

### Septiembre-octubre

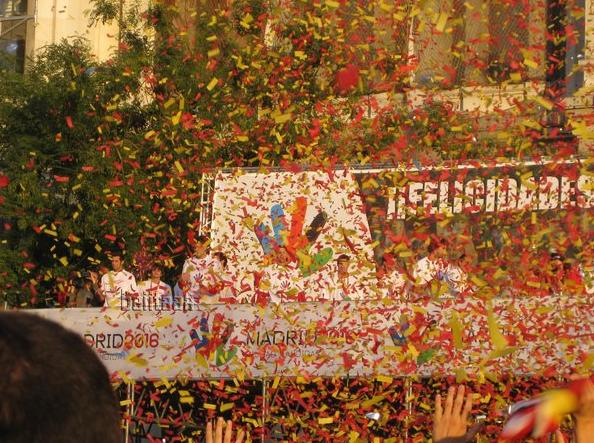
La selección de baloncesto, en Cibeles con el logotipo.

La organización de Madrid 2016 se apresuró a enviar al COI documentos que reprobaran las malas críticas del informe, como la de la ley antidopaje. En respuesta a las dudas del COI, el gobierno español modificó a tiempo la normativa y adecuó el decreto ley a las normas de la Agencia Mundial Antidopaje. El presidente de la AMA, John Fahey, aseguró que «la AMA está satisfecha» y que «[la ley española] está ahora en línea con el Código Mundial Antidopaje y los estándares internacionales». Por consiguiente quedó solucionado uno de los problemas que veía el COI con Madrid 2016.
En el aeropuerto de Madrid-Barajas se presentó el día 8 de septiembre un Airbus A321 de la compañía Iberia pintado para la ocasión con el logo de la candidatura española, con el cual volaron a Copenhague el 28 de septiembre. Iberia, la aerolínea más importante de España, mostró así su apoyo a la candidatura.
Por otro lado, la especulación sobre quién se llevaría el encargo olímpico creó el debate sobre si la presencia de personalidades de los respectivos países en la cita de Copenhague inclinaría la balanza del lado de alguna ciudad en particular, como pudo suceder con Tony Blair en Singapur. La delegación española fue encabezada por los Reyes de España, Juan Carlos I y Sofía de Grecia; Brasil fue representada por su presidente, Luiz Inácio Lula da Silva; la presencia del presidente de EE. UU., Barack Obama, en principio no tendría lugar y por Chicago acudiría sólo la primera dama estadounidense, Michelle Obama, pero finalmente se presentaron ambos; y el Comité Olímpico Japonés invitó al nuevo primer ministro, Yukio Hatoyama, que aceptó el convite a última hora. En particular, en representación de Madrid fueron —además de los Reyes y parte del gobierno de España, de Madrid, de la Comunidad de Madrid y directivos del COE—, deportistas españoles como Fermín Cacho, Marta Domínguez, Raúl González, Miguel Induráin, Gemma Mengual, Arantxa Sánchez Vicario, Manolo Santana, Teresa Perales, Joan Lino Martínez, Amaya Valdemoro, Jorge Garbajosa, Miriam Blasco, Jaume Fort, Beatriz Ferrer-Salat, Carlota Castrejana, Ignacio Sola, Almudena Cid, Theresa Zabell, Gemma Hassen-Bey, Enhamed Enhamed y Marta Mangué. La presencia de otros deportistas de primera fila en los últimos años como Pau Gasol (en EE. UU.) y Rafael Nadal (en China) no fue posible por sus compromisos profesionales. Juan Carlos I fue el último ponente por parte de Madrid y España. Juan Antonio Samaranch, expresidente del COI y presidente de honor del mismo, también participó en las ponencias por Madrid, lo que supuso un importante apoyo. Por las otras ciudades acudieron también deportistas reconocidos como Pelé (futbolista), Junichi Kawai (nadador multimedallista paralímpico) y Michael Johnson (atleta plusmarquista).
El 16 de septiembre, como gesto de unión a nivel nacional antes de la decisión final, el alcalde de Barcelona, Jordi Hereu, mostró apoyar completamente a Madrid en su aventura hacia 2016. Gallardón viajó a la capital catalana y estuvo con su homólogo barcelonés en el Estadio Olímpico de Montjuïc y en el Museo Olímpico de Barcelona. Barcelona fue ciudad olímpica en 1992 y ha sido la única ciudad española que ha organizado unos Juegos Olímpicos, con un resultado muy satisfactorio, ya que se batieron un total de treinta y dos récords mundiales y setenta y tres olímpicos.
La selección española de baloncesto, que se proclamó campeona de Europa en el Eurobasket de Polonia 2009, sacó durante la entrega de medallas una pancarta de apoyo a la candidatura de Madrid 2016. Al día siguiente, en su celebración por Madrid, los jugadores de la selección volvieron a dar un impulso a Madrid 2016, lo cual fue aplaudido por los organizadores de la candidatura, que también se encontraban allí.
José Luis Rodríguez Zapatero, presidente de España, y Lula, presidente brasileño, acordaron en Nueva York, durante una reunión de la ONU el 22 de septiembre, que una ciudad apoyaría a la otra si se diera el caso de que alguna no superara las primeras votaciones del COI el 2 de octubre. El motivo era aumentar las posibilidades si una de ellas quedara eliminada antes de la última votación. Ambas eran las representantes del mundo latino entre las candidatas. Sin embargo, Jaime Lissavetzky desmintió días más tarde que hubiera ningún acuerdo oficial con la ciudad brasileña, aunque manifestó su deseo de que pudieran ayudarse mutuamente. Fuera cierto o no, el posible acuerdo no pudo tener lugar porque ambas llegaron a la votación final.

### Copenhague

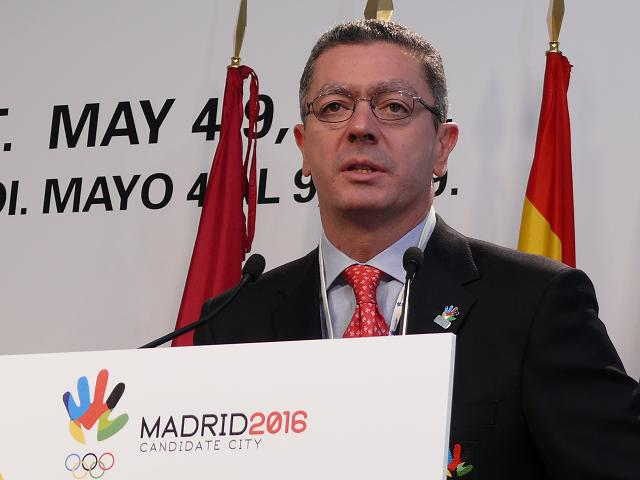
Alberto Ruiz-Gallardón, entonces alcalde de Madrid, durante la presentación en Copenhague.

El 28 de septiembre viajó con el Airbus A321 personalizado a la capital danesa la primera parte de la delegación española, con Alberto Ruiz-Gallardón, Manuel Cobo, Mercedes Coghen, Alejandro Blanco y Jaime Lissavetzky. Dos días después, el 30, viajaron los Reyes de España y José Luis Rodríguez Zapatero con el resto de representantes, empresarios y periodistas por Madrid en Copenhague, que sumaron un total de unas cuatrocientas personas, aproximadamente. El último en llegar, el día 1 de octubre, fue el futbolista Raúl González debido a un partido de Liga de Campeones con el Real Madrid. La delegación española se alojó en el céntrico Hotel d'Angleterre.
Los ponentes de Madrid 2016 pudieron ensayar, como las otras ciudades, en el Bella Center de Copenhague, donde se iban a celebrar la reunión y la votación del COI, su presentación de la candidatura. Cada ciudad dispuso de cuarenta y cinco minutos para expresarse ante el COI.
El orden de los actos del día 2 era el siguiente: 
- 08.30 h: inicio de la 121ª Sesión del COI.
- 08.45 h: presentación de Chicago 2016.
- 10.25 h: presentación de Tokio 2016.
- 12.05 h: presentación de Río de Janeiro 2016.
- 13.15 h: descanso para el almuerzo para los miembros del COI.
- 14.45 h: presentación de Madrid 2016.
- 17.10-17.40 h (aprox.): votación de la ciudad que albergará los Juegos Olímpicos de 2016.
- 18.30 h (aprox.): proclamación de la ciudad que albergará las Olimpiadas en 2016 por parte del presidente del COI, Jacques Rogge.
- 19.00 h: recepción por Jacques Rogge, con motivo de la elección de la ciudad ganadora.
- 19.30 h: rueda de prensa conjunta y firma del contrato entre el COI y la ciudad elegida.[54]

La conferencia de Madrid comenzó con la presentación por parte de Samaranch de los miembros de Madrid 2016 allí presentes. En primer lugar se situaba la intervención del alcalde Gallardón, tras la cual se vio el primer vídeo (sobre la diversidad cultural e internacional de Madrid). Luego Mercedes Coghen siguió hablando de «Los Juegos de las personas», eje de toda la presentación, antes de pasar a ver imágenes de las infraestructuras, incluyendo algunos éxitos del deporte español. Tras ello llegaron los turnos de Esperanza Aguirre y de José Luis Rodríguez Zapatero, de corte algo más político, sobre temas como la unanimidad institucional, la seguridad de la propuesta y sobre la importancia visible del deporte en España. A continuación se proyectó otro vídeo en el que una carta viajaba de mano en mano de Madrid a Copenhague; el final del trayecto no era otro que el Bella Center, pues Gallardón abrió esa carta de los madrileños ante el COI. Después intervino Alejandro Blanco, que incidió en que Madrid 2016 estaba pensado por y para los deportistas; y fue seguido por Teresa Perales, Raúl González y Mónica Figar (hija de Mercedes Coghen), que también se centraron en lo deportivo, al igual que el tercer vídeo. Acto seguido aparecieron Juan Antonio Samaranch y el Rey Juan Carlos I, que realizaron sendos discursos, de estilo más personal que técnico. Para terminar, un último vídeo acerca del legado del proyecto, importante para el COI, en el que aparecían muchos deportistas españoles de éxito y más referencias a la humanización del deporte, reflejada por la frase «Los Juegos de las personas».
En la fase de preguntas, Madrid respondió a cuestiones sobre el dopaje, el legado de la Villa Olímpica y la conexión entre Valencia (subsede) y Madrid. Dos de las preguntas fueron realizadas por Alberto de Mónaco y Sergéi Bubka.

#### Votaciones
Esta fue la evolución de las votaciones del COI (en verde la ciudad con más votos de cada ronda y en rojo la ciudad eliminada):
Primera ronda
- Votos emitidos: 94
- Abstenciones/votos nulos: 1
- Total de votos: 95

| Ciudad         | Votos recibidos |
| -------------- | --------------- |
| Río de Janeiro | 26              |
| Madrid         | 28              |
| Tokio          | 22              |
| Chicago        | 18              |

El resultado de la primera ronda fue la eliminación de Chicago. 
Segunda ronda
- Votos emitidos: 95
- Abstenciones/votos nulos: 2
- Total de votos: 97 (dos incorporaciones de EE. UU.)

| Ciudad         | Votos recibidos |
| -------------- | --------------- |
| Río de Janeiro | 46 (+20)        |
| Madrid         | 29 (+1)         |
| Tokio          | 20 (-2)         |

El resultado de la segunda ronda fue la eliminación de Tokio. 
Tercera y última ronda
- Votos emitidos: 98
- Abstenciones/votos nulos: 1
- Total de votos: 99 (dos incorporaciones de Japón)

| Ciudad         | Votos recibidos |
| -------------- | --------------- |
| Río de Janeiro | 66 (+20)        |
| Madrid         | 32 (+3)         |

El resultado de la ronda final fue la elección de Río de Janeiro y la eliminación de Madrid.

#### Razones del resultado
Pese a la afirmación de Jacques Rogge a Alberto Ruiz-Gallardón sobre que la ley no escrita de la rotación de continentes que sigue de facto el COI desde Melbourne 1956 no sería un problema, este fue uno de los elementos clave, quizá el más determinante, en la derrota de Madrid en la final, que acabó con un resultado muy abultado, 66-32 para los cariocas. La diferencia final de votos se debió a que, una vez eliminadas Chicago y Tokio, la gran mayoría de sus votantes se movió en favor de Río de Janeiro y no hacia Madrid, que sólo aumentó en cuatro sus veintiocho votos iniciales con los que había ganado la primera ronda.

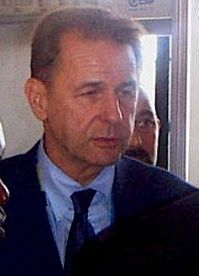
Jacques Rogge, presidente del COI desde 2001.

Detrás de ese espectacular traslado de votos se encontraban varias causas. Una, que la exposición final de los brasileños ante el COI fue de gran calidad y de mucha fuerza emotiva, dada la situación emergente del país y que nunca antes se habían celebrado Juegos en Sudamérica, lo que contradice de alguna manera la representación mundial de un organismo internacional como es el COI y los principios que sostiene. Otra, que varias ciudades europeas planean postularse como candidatas para 2020. En su gran mayoría, los votantes europeos del COI, un 43,5% del total en la sesión de Copenhague, rechazaron a Madrid para asegurar que esas candidaturas de 2020 puedan oficializarse, lo que, añadido a otras posibles razones estrictamente ligadas a las candidaturas en liza para 2016, alejó a Madrid de cualquier opción de victoria. La rotación de continentes jugó en contra de Madrid tanto por el «pasado» 2012 como por el futuro 2020.

#### Reacciones del resultado
En cuanto a las reacciones, junto a la tristeza por la derrota hubo felicitaciones a Río de Janeiro. Todos los españoles se mostraron muy decepcionados por la decisión del COI, que fue muy criticada en ocasiones, sobre todo por los criterios de votación, pues según todos los datos la propuesta madrileña era más tangible y fácil de realizar que la de Río, que contaba con otro tipo de puntos fuertes, como por ejemplo la celebración de los primeros Juegos en América del Sur y una cuidada presentación.
Desde la candidatura madrileña, se creyó en muchos casos que la votación fue dirigida por Jacques Rogge o por el COI en general y que en la situación que se dio en la final, Río ganaría de cualquier manera. Se sintió que Rogge engañó a Madrid y a España al afirmar a Gallardón años antes que la rotación de continentes no sería problema y al provocar una victoria tan aplastante por parte de los brasileños, la mayor diferencia en la historia de las votaciones.
Problemas como la seguridad y la falta de plazas hoteleras dieron al traste con Madrid 2012, sin embargo, no se convirtieron en un problema para Río de Janeiro, aunque sí figuraban en el informe del 2 de septiembre de la Comisión de Evaluación. Se dieron declaraciones muy duras, por ejemplo: «Querían que fuera Río y punto», «Los votos eran artificiales», «Hubo una orden de Rogge para que los Juegos fueran a Sudamérica» o «Está claro que ha habido una orden, si no no se entiende que los votos de Chicago y Tokio se hayan ido en bloque a Río».
Alberto Ruiz-Gallardón, el líder de toda la candidatura, no protagonizó declaraciones tan severas. Pocos días más tarde, el 8 de octubre, cuando dio a conocer el gasto total de los tres años de candidatura, también respondió a cuestiones sobre las críticas a Rogge, y negó que se le hubiera criticado desde la candidatura. De hecho, agradeció a Rogge y al COI la ayuda que les brindaron como candidatos. Las Olimpiadas para Madrid fueron el mayor objetivo de sus dos legislaturas como alcalde, pero a pesar de las derrotas aseguró que se presentaría para un tercer mandato en 2011. Sobre el anuncio final de Rogge nombrando a Río, Gallardón afirmó que le informaron minutos antes de que no saldrían vencedores.
En la Plaza de Oriente de Madrid se montó un escenario con pantallas para seguir la sesión del COI en directo. Allí acudieron unas 10 000 personas, cuyos ánimos aumentaron en las primeras fases de la votación, pero se convirtieron en decepción al conocer la derrota.

#### Consecuencias
Madrid 2020
Todavía en Copenhague, no tardaron en circular planes para una candidatura a los Juegos Olímpicos de 2020. El alcalde respondió que de ello no se hablaría hasta 2011. Justo después de aquella 121ª sesión del Comité Olímpico Internacional, muchas personas de la delegación madrileña e incluso del propio COI se mostraron completamente a favor de una cuarta candidatura, la tercera consecutiva tras 2012 y 2016.
Infraestructuras
Como consecuencia de la derrota, no todas las instalaciones se construirán a no ser que Madrid gane los Juegos en otra ocasión. La mayoría de las infraestructuras eran en 2009 o serán poco después realidad, pero no será así con el Velódromo olímpico, el Pabellón olímpico, el Canal de remo de Getafe, ni con el Centro de Hockey. La construcción del pabellón de baloncesto dependería además del Real Madrid y el pabellón de voleibol del ayuntamiento de Coslada. El remodelado Estadio Olímpico (por Antonio Ortiz y Antonio Cruz), el Centro acuático del arquitecto Juan José Medina y el Parque de Aguas Bravas de la Gavia de Tokio Ito tienen prevista su finalización entre 2011 y 2013.
El consistorio madrileño no se pronunció en un primer momento sobre los terrenos de la Villa Olímpica, pero luego se dijo que se mantendrían en el mismo estado para posibilitar una nueva candidatura, si no en 2020, en 2024 o 2028. Las estimaciones iniciales sobre la inversión en la candidatura entre 2006 y 2009 ascendían a unos 34 millones de euros, sin incluir el gasto en instalaciones. Aproximadamente un tercio de esa cantidad fue costeado por los patrocinadores oficiales; el resto, del dinero municipal. En definitiva, el gasto fue de 37,8 millones de euros, según informó el alcalde Alberto Ruiz-Gallardón en una rueda de prensa el 8 de octubre de 2009. De ellos, 16,8 salieron de las arcas del Ayuntamiento y los 20 millones restantes de los patrocinadores, es decir, capital privado. Gallardón argumentó que más que un gasto era una inversión y que el gasto anual municipal, unos 5,6 millones cada uno de los tres años, era bajo en comparación con la promoción que se había hecho de Madrid por todo el mundo.

## Apoyo popular e institucional
Una de las bazas más fuertes de Madrid 2016 era el elevadísimo nivel de apoyo que tenía en toda España. Una encuesta concluyó que un 92,6% de la población secundaba la candidatura, aunque las estimaciones del COI eran algo más bajas, del 86%. Además, en marzo de 2009 ya se habían presentado como voluntarios más de 25.000 personas, cifra que casi se doblaba días antes de la elección. Por parte de las empresas, Madrid 2016 reunía más de sesenta patrocinadores oficiales. Otros apoyos destacables fueron:
- La realización previa de otros acontecimientos deportivos de alto nivel en la ciudad —como el Master Series de tenis, el Campeonato de Europa de Baloncesto de 2007, la Copa del Mundo de Atletismo de 2002, la Copa Mundial de Fútbol de 1982 o el final de cada Vuelta ciclista a España— jugaba a favor de Madrid al dotarla de experiencia en este aspecto.

- La Fundación Síndrome de Down presentó el 21 de septiembre un calendario para 2010 con niños con el síndrome entre los dos y los cuatro años de edad practicando distintos deportes. Gallardón mostró su agradecimiento a la fundación por su apoyo a los Juegos Olímpicos y Paralímpicos de Madrid.[66][67]

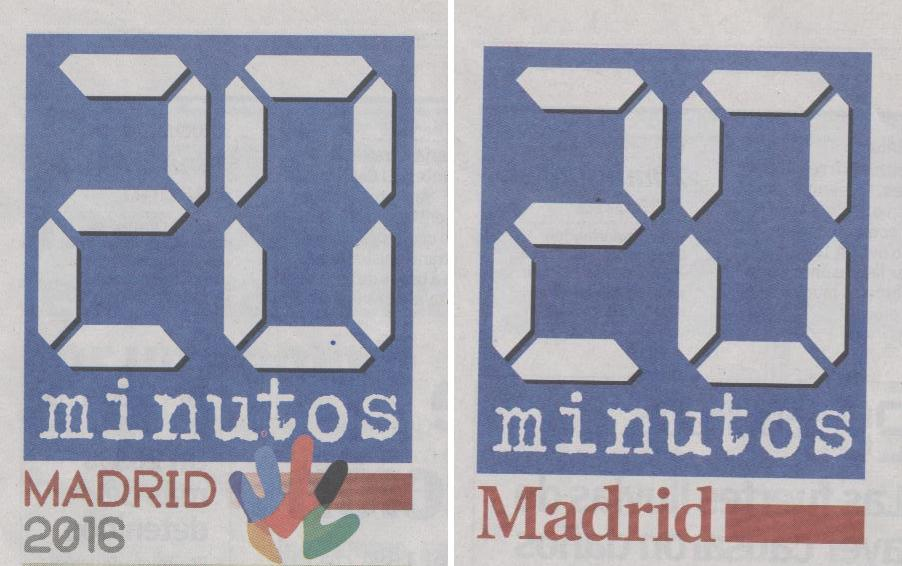
Comparación ente un diario 20 minutos normal y uno con el logo «Corle» (9 de octubre y 30 de septiembre de 2009, respectivamente).

- Desde la red social Tuenti se promovió una campaña de apoyo que consistía en escribir «:M» en el mensaje de estado de cada persona para que de esa manera luciera el logo, a modo de emoticono, en ese mensaje. En tan sólo cuarenta y ocho horas más de medio millón de personas habían incluido la miniatura del logo en su mensaje inicial, y el número de afiliados a la «:M» siguió aumentando con el paso de las horas.[68]

- La Liga de Fútbol Profesional de España se sumó a las iniciativas que respaldaron Madrid 2016. Durante la jornada del fin de semana del 26 y 27 de septiembre, todos los partidos de la Primera y de la Segunda División comenzaron con los dos equipos saliendo al terreno de juego con una bandera gigante de Madrid 2016. En la jornada adelantada anterior, el Getafe C.F. y su afición mostraron el lema «Getafe también tiene una corazonada». El Córdoba Club de Fútbol también promocionó la candidatura en su partido contra el Celta de Vigo. Tanto Getafe como Córdoba figuraban entre las subsedes olímpicas.[69][70]

- La Organización Nacional de Ciegos de España (ONCE) también se unió y expidió una serie conmemorativa de cinco millones de boletos de lotería de la candidatura puestos a la venta el 28 de septiembre para el sorteo del jueves 1 de octubre.[71]

- La mayoría de periódicos españoles de tirada nacional y también los gratuitos incluyeron referencias a la candidatura en sus portadas durante la visita del COI y muchos lo mantuvieron hasta la elección de Copenhague. Estas alusiones solían ser el logotipo o noticias relacionadas con Madrid 2016. En muchas cadenas de televisión españolas apareció habitualmente «Corle» junto a la mosca.[n. 2]

### Día de la Corazonada

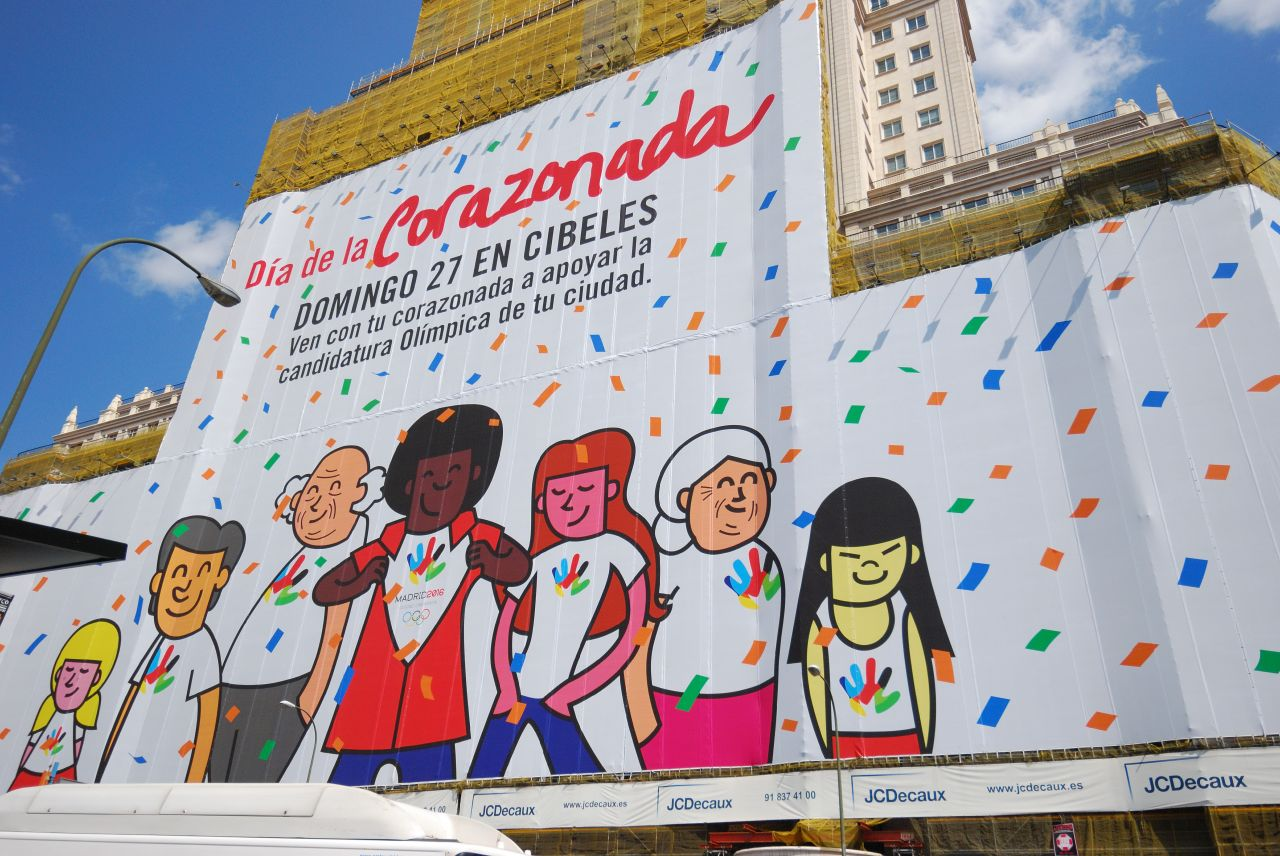
Anuncio del «Día de la Corazonada» en la Plaza de España.

El domingo 27 de septiembre por la tarde tuvo lugar el último acto antes de que la delegación española viajara a Copenhague: fue el conocido como «Día de la Corazonada». En la Plaza de Cibeles, en Madrid, se convocó una cita para que todos aquellos que estuvieran con la candidatura pudieran participar de manera más activa y para demostrar una vez más el alto apoyo que recibía Madrid 2016. Entre todos los participantes se formó un mosaico gigante, de 250 000 cartulinas, con el logotipo de la candidatura en el centro, lo que quedó fotografiado desde el aire y fue retransmitido a todo el mundo. Según la organización el número de asistentes llegó a las 900 000 personas, mientras que según datos oficiales de la Protección Civil y de la Policía fueron 400 000 o 500 000, respectivamente, lo que, de todos modos, supuso el mayor mosaico humano de la historia. Después del multitudinario mosaico el cantante David Bisbal puso su granito de arena dando un concierto gratis, en el que presentó su nuevo álbum, para los presentes en la plaza.

## Instalaciones
Estos iban a ser los emplazamientos de los deportes olímpicos en Madrid:
| Deporte                           | Deporte | Instalación |
| --------------------------------- | ------- | --- |
| Atletismo                         |         | Estadio Olímpico de Madrid (65 000 espectadores) |
| Bádminton                         |         | Recinto ferial de Campo de las Naciones (7000 espectadores) |
| Baloncesto                        |         | Recinto ferial de Campo de las Naciones (17 000 espectadores) Telefónica Arena Madrid Pabellón de baloncesto de la Ciudad Real Madrid |
| Balonmano                         |         | Madrid Arena (12 000 espectadores) |
| Boxeo                             |         | Recinto ferial de Campo de las Naciones (9000 espectadores) |
| Esgrima                           |         | Recinto ferial de Campo de las Naciones (8000 espectadores) |
| Fútbol                            |         | Estadio Olímpico Lluís Companys (56 000 espectadores, Barcelona) Estadio Nuevo Arcángel (37 150 espectadores, Córdoba) Estadio La Rosaleda (23 700 espectadores, Málaga) Estadio Romano (25 100 espectadores, Mérida) ONO Estadi (20 500 espectadores, Palma) Estadio Santiago Bernabéu (80 000 espectadores, Madrid, finales) |
| Halterofilia                      |         | Recinto ferial de Campo de las Naciones (5500 espectadores) |
| Hockey sobre hierba               |         | Centro Olímpico de Hockey, Parque Olímpico (16 300 espectadores) |
| Judo                              |         | Palacio de los Deportes Felipe II (14 500 espectadores) |
| Pentatlón moderno                 |         | Club de Campo Villa de Madrid (10 000 espectadores) |
| Remo                              |         | Canal Madrid/Getafe (14 000 espectadores) |
| Taekwondo                         |         | Palacio de los Deportes Felipe II (14 500 espectadores) |
| Tenis                             |         | Caja Mágica (12 500, 5000, 3000 y 250 espectadores) |
| Tenis de mesa                     |         | Recinto ferial de Campo de las Naciones (5000 espectadores) |
| Tiro                              |         | Centro de Tiro Paracuellos (4000 espectadores, Paracuellos de Jarama) |
| Tiro con arco                     |         | Club de Campo Villa de Madrid (7000 espectadores), Río Manzanares (finales) |
| Triatlón                          |         | Casa de campo (4500 espectadores) |
| Vela                              |         | Puerto de la Copa de América (Valencia) |
| Deportes de múltiples disciplinas |         | |
| Ciclismo                          |         | Centro urbano (3000 espectadores; ciclismo en ruta) Velódromo Olímpico (6000 espectadores; ciclismo en pista) Casa de campo (4500 espectadores; Mountain bike) Parque del Manzanares (6000 espectadores; BMX) |
| Deportes acuáticos                |         | Centro Acuático Olímpico (16 500 espectadores, natación y natación sincronizada; 5200 espectadores, saltos; 5000 espectadores, waterpolo) Canal Madrid/Getafe (14 000 espectadores) |
| Gimnasia                          |         | Telefónica Arena Madrid Pabellón Olímpico (15 000 espectadores; gimnasia, gimnasia rítmica, gimnasia artística más trampolín) |
| Hípica                            |         | Hipódromo de la Zarzuela (17 000 espectadores) |
| Lucha                             |         | Recinto ferial de Campo de las Naciones (9000 espectadores) |
| Piragüismo                        |         | Canal Madrid/Getafe (14 000 espectadores; aguas tranquilas) Río Tajo (Aranjuez) Canal de aguas bravas de La Gavia (15 000 espectadores; piragüismo Slalom, aguas bravas) |
| Voleibol                          |         | Pabellón de Voleibol de Coslada (15 000 espectadores, Coslada) |
| Vóley playa                       |         | Casa de Campo (15 000 espectadores), río Manzanares |

## Otras candidatas
Las ciudades candidatas oficiales, además de Madrid, fueron Río de Janeiro (Brasil), Tokio (Japón) y Chicago (Estados Unidos). 
Junto a las cuatro candidatas oficiales, también se postularon para los Juegos Olímpicos de 2016 las ciudades de Praga (República Checa), Doha (Catar) y Bakú (Azerbaiyán), que no superaron el primer corte del COI. La capital catarí obtuvo mejor puntuación (6,9) en Atenas que Río de Janeiro (6,4), pero el COI la rechazó por su propuesta de celebrar los Juegos Olímpicos en octubre en vez de en verano.

## Problemas y polémicas

### Racismo y sabotaje
En el segundo semestre de 2008, algunos actos de racismo en partidos de fútbol generaron malestar entre los representantes de la candidatura de Madrid. La sospecha de que dichas manifestaciones buscaran sabotear la candidatura levantó preocupación en el comité organizador y en el COE, cuyo presidente, Alejandro Blanco, llegó a afirmar que si Madrid no estuviese disputando el derecho de ser la sede de los Juegos Olímpicos esos incidentes no habrían tenido tal repercusión. Los casos de racismo, que tuvieron como víctimas, entre otros, al futbolista Samuel Eto'o o al piloto de Fórmula 1 Lewis Hamilton, posiblemente debidos a rivalidades entre equipos de fútbol españoles y también con pilotos españoles como Fernando Alonso, generaron comentarios durante cierto tiempo y tuvieron un efecto bastante negativo en la campaña de la ciudad.

### Acusaciones de espionaje
A finales de abril de 2009, durante la visita del Comité de Evaluación del COI a Río de Janeiro, la licencia del periodista inglés Simon Walsh fue retirada. Walsh estaba inscrito como corresponsal inglés de la agencia española EFE, pero el Comité Río 2016 descubrió que trabajaba para la agencia Sportcal, responsable de los medios de comunicación de la candidatura española, y estaría, supuestamente, espiando a la candidatura brasileña. Los organizadores madrileños admitieron que Walsh se encontraba allí a su servicio, pero que no se trataba de espionaje, sino de simple observación. El Comité Río 2016 amenazó con denunciar a Madrid a la comisión ética del COI, pero finalmente no lo hizo.

### Declaraciones del vicepresidente del COE
Unas declaraciones efectuadas por el vicepresidente del COE, José María Odriozola, el 30 de octubre, ocasionaron un grave malestar entre Madrid y Río de Janeiro. Odriozola clasificó el proyecto brasileño como «la peor candidatura» y atribuyó su favoritismo al marketing y a la falta de precedentes de Olimpiadas en América del Sur. Como respuesta, el Comité Río 2016 realizó una queja formal al COI, calificando de «inaceptables» las críticas de Odriozola. Las posibles penalizaciones para Madrid podrían haber ido desde una advertencia hasta incluso la exclusión de la ciudad en la lucha por los Juegos. El mismo día de las declaraciones, Mercedes Coghen, consejera delegada de Madrid 2016, pidió oficialmente disculpas por lo ocurrido. Sin embargo, Odriozola no se retractó y apenas lamentó que su opinión personal hubiera molestado a la candidatura de Río de Janeiro.